# Basílica de São Geraldo
A Basílica de São Geraldo é um templo da Igreja Católica, localizado na cidade de Curvelo, no estado de Minas Gerais, construído em 1906 por missionários redentoristas holandeses. Ela é a única Basílica no mundo dedicada ao santo redentorista.

## História
Com a canonização de São Geraldo, em 1904, os Padres Redentoristas Tiago Boomaars, José Goosens e o Ir. Filipe Winter tiveram como missão propagar o nome do novo Santo Católico. Acolhidos pela população do sertão mineiro deram início a construção da igreja de São Geraldo.

## Construção

### Igreja do Rosário

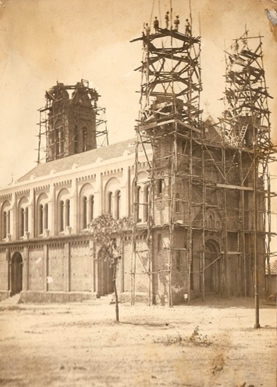
Construção da Igreja de São Geraldo

Em 18 de setembro de 1906, durante suas missões, os redentoristas encontraram a Igreja do Rosário, na cidade de Curvelo-MG, onde se instalaram e onde posteriormente iniciariam a construção da Igreja de São Geraldo.
Em 22 de março de 1912 a construção da Igreja teve início e se estendeu até 1919. Durante todo esse período os Redentoristas contaram com ampla contribuição da população local, que ajudou com a mão de obra e com doações de mercadorias para venda e arrecadação de recursos.

### Padre Paulo Rutten

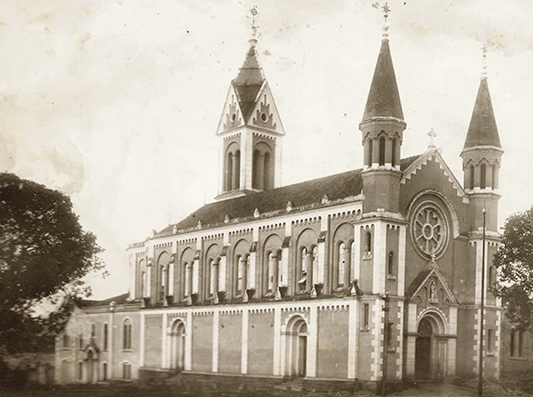
Igreja de São Geraldo antes de sua ampliação

Apenas após a chegada de padre Paulo Rutten, em 1930, que deu-se inicio a construção das naves laterais do templo. A ampliação da construção se deu ao fato de a arquitetura ter características europeias, tendo a necessidade de ser adaptada para uma região mais quente como o sertão mineiro. Além disso, a devoção a São Geraldo já havia se espalhado pela região, por isso a estrutura inicial já não comportava todos os devotos.
Em 3 de junho de 1932, o então arcebispo de Diamantina, D. Joaquim Silvério de Souza, consagrou o santuário. Já em 1938, devido ao aumento do número de fieis, o santuário foi ampliado. Atual mede 42 metros de comprimento por 23,50 de largura. Recebendo o titulo de basílica por Paulo VI, no dia 30 de abril de 1966.

## Turismo
Hoje a Basílica de São Geraldo é um dos principais pontos turísticos da cidade de Curvelo, e é a única Basílica do mundo dedicada exclusivamente a São Geraldo. Milhares de devotos se deslocam de diversas partes do Brasil para visitar o templo. Um dos eventos que mais movimentam a região é a Oitava de São Geraldo. A festa acontece todos os anos entre o final de agosto e início de setembro para celebrar a vida e morte do santo católico.